# Złotawiec krótkoskrzydły
Złotawiec krótkoskrzydły (Euthystira brachyptera) – euroazjatycki gatunek owada prostoskrzydłego z rodziny szarańczowatych (Acrididae). W Polsce jest gatunkiem rzadko spotykanym, występującym głównie w południowej i w północnej części kraju. W regionach północnych, nizinnych i środkowych stwierdzony został na pojedynczych, rozproszonych stanowiskach, a niektóre z doniesień dotyczących tych regionów podawane są w wątpliwość. Jest gatunkiem borealno-górskim, spotykanym najczęściej na wilgotnych łąkach i niskich torfowiskach.